# Magyaria javensis
Magyaria javensis är en kvalsterart som beskrevs av Hammer 1979. Magyaria javensis ingår i släktet Magyaria och familjen Haplozetidae. Inga underarter finns listade i Catalogue of Life.